# Ville Radieuse
La ciudad radiante (en francés: La Ville Radieuse pronunciado /la vil ʁaˈdjøːz/), fue un proyecto de ciudad planificada no construido, diseñado por el arquitecto franco-suizo Le Corbusier. Presentada por primera vez en 1932; esta ciudad fue concebida inicialmente para Moscú. Las ideas para la construcción de este proyecto fueron plasmadas en el libro homónimo en 1933. l’Unité d'Habitation de Marseille, realizada casi veinte años después, es conocida también como ‘Cité Radieuse’.
Las ideas de La Ville Radieuse influyeron fuertemente en la redacción de la Carta de Atenas del Congreso Internacional de Arquitectura Moderna de 1933, un documento cuya gran retórica e idealismo elogió las virtudes de las ciudades y zonas residenciales con torres gigantes, dada una larga sombra sobre la planificación urbana en los años posteriores a la Segunda Guerra Mundial.
Uno de los éxitos más grandes en planes de vivienda pública de Gran Bretaña y México, fueron el West Alton Estate en Roehampton (1958) y el Conjunto Urbano Nonoalco Tlatelolco (1958-1962) en Ciudad de México fueron intentos conscientes de lograr la Ville Radieuse en Gran Bretaña y México.
La propuesta, de acuerdo a Le Corbusier, podría aumentar la capacidad de las zonas urbanas y, al mismo tiempo, mejorar el medio ambiente urbano y la eficiencia de la ciudad. Los pensamientos y principios de diseño incorporados en la propuesta de La Ville Radieuse rápidamente se convirtieron en modelo para los arquitectos de la posguerra. Esta constituye una de las mayores y controvertidos doctrinas del diseño urbano del modernismo europeo. 

## Historia
El urbanismo modernista fue muy influido por Le Corbusier con el plan de la Ville Radieuse de 1933, con el cual prometió un futuro con luz del sol, aire fresco y zonas verdes para los habitantes de la ciudad.
La nueva ciudad de Le Corbusier constaría de gigantes bloques de apartamentos y grandes espacios ajardinados. Esta es una poderosa visión de la utopía, en la inmediata posguerra, cuando vuelve la vivienda de familias de los barrios Victorianos convirtiéndose de tugurios a lugares limpios, y de modernos apartamentos, lo cual fue una prioridad política.

## Introducción
La Ville Contemporaine, que se conoce como "La ciudad contemporánea de los Tres Millones de Habitantes" fue diseñada por Le Corbusier para el centro de París y se muestra por primera vez en noviembre de 1922 en el Salón de Otoño de la ciudad. Fue diseñado para dar cabida al menos a seis veces la población del centro de París en ese momento. Según Le Corbusier, el diseño de La Ville Radieuse representa un indiscutible ideal de la libertad personal. Creía que muchas ciudades de principios del siglo XX fueron caóticas e ineficientes; él por lo tanto, llegó con la propuesta de La Ville Radieuse que tenía los siguientes objetivos:
- Proporcionar medios eficaces para las comunicaciones.
- Proporcionar una gran cantidad de zona verde.
- Proporcionar un mejor acceso al sol.
- Reducir el tráfico urbano.

Finalmente se dieron cuenta de que la construcción alta era la mejor instancia con los mejores medios para cumplir estos objetivos y, al mismo tiempo, atender la creciente población urbana.
El diseño de La Ville Contemporaine es casi simétrica en el centro, el cual es el núcleo de todos los tipos de transporte público. La terminal central es un punto de acceso al metro en la parte inferior de la cubierta del sistema subterráneo, y los trenes en la parte superior de la cubierta del sistema subterráneo. La planta superficial está abierta a los autobuses y a los taxis. La parte central del sitio está reservado para los 24 rascacielos, que también son los elementos más controvertidos en todo el diseño. Estos rascacielos cruciformes son principalmente para fines comerciales y hoteleros. Cada rascacielos con dimensiones de 190m x 190m y una altura de más de 200m, fueron diseñados para albergar de quinientas mil a ochocientas mil personas. Según Le Corbusier, esta zona se convertiría en el centro cívico y la sede de todas las principales empresas.
En torno a los rascacielos se encuentran unos barrios residenciales que ofrecen alojamiento para las personas que trabajan en los rascacielos. Estos bloques de viviendas se conocen como apartamentos, chalets, etc. Dentro de estos bloques de viviendas, apartamentos y dúplex cada una tiene su propio jardín colgante y de acuerdo a Le Corbusier, cada apartamento es una casa por sus propios medios. Las zonas edificadas sólo representan el 15% del total de superficie de sitio de La Ville Radieuse, así, la formación de cañones de concreto podrían evitarse y los habitantes disfrutarían de la gran cantidad de jardines y áreas verdes al aire libre. Por otra parte, los apartamentos tendrían acceso a plena luz del día y el problema del ruido urbano se reduciría al mínimo.
En La Ville Contemporaine, el distrito de negocios, el distrito residencial, el transporte básico y la calle de tiendas comerciales están organizados en una forma cartesiana, donde todos los elementos en su conjunto funcionan como una “máquina de la vida”. A la luz del adelanto de la tecnología de la construcción, Le Corbusier creía que millones de residentes podrían beneficiarse de las ventajas de esta planificación racional. Aunque la propuesta de La Ville Radieuse se presentó por primera vez para el centro de París, Le Corbusier la propuso también para adaptarlo a otros lugares, como en Algiers en Argelia, Barcelona en España, Buenos Aires en Argentina y São Paulo en Brasil. No obstante, la falta de apoyo financiero del sector empresarial ha producido el abandono del sistema de los dibujos como en los documentos y nunca se concretó.
Como se mencionó antes, el plan de La Ville Contemporaine puede dividirse en dos grandes distritos es decir, el distrito de negocios y el distrito residencial. Los rascacielos representan la única forma construida en el distrito de negocios, mientras que el distrito residencial está compuesto por tres bloques de viviendas. Estos bloques de viviendas se denominan vivienda “espalda-espalda”, vivienda “celular” y vivienda “jardín”.

## Análisis
En primer plano, se examina en la actuación de la luz del día en los rascacielos, ya que son los elementos más controvertidos de la propuesta de La Ville Radieuse. Durante todo el desarrollo de la ciudad, tres versiones del diseño de los rascacielos pueden encontrarse. La modificación más importante entre estas tres versiones del diseño fue el cambio de las superficies uniformes de las fachadas por planos con formas ampliamente aserradas. Según Le Corbusier, el beneficio de estas formas aserradas es que forman verdaderas trampas de luz.
Sin embargo, aunque la viabilidad de la luz de día se resuelve con el diseño de las superficies aserradas, las trampas también permiten la entrada de la luz proveniente de los costados, además de la fachada principal. Esto podría dar lugar a una mejor penetración de la luz de día a la habitación y aumentar el nivel de luz en su interior. Además de la modificación de los bloques de construcción, Le Corbusier propuso también, orientar el plan en su totalidad de La Ville Radieuse al llamado eje heliotérmico. El eje heliotérmico varía del eje geográfico a razón de 19° hacia el este de París. Le Corbusier creía que el orientar el plan en su totalidad a este eje heliotérmico podría mejorar el rendimiento global de la luz del día.
El mérito de la propuesta de los rascacielos, es obviamente, la enorme cantidad de superficie utilizable y espacio abierto que proporciona. La proporción de parcela de los rascacielos es de 3.8 y las del bloque urbano 1 y 2 de la actual ciudad de París son, respectivamente, un 1.5 y un 2. Por lo tanto, con los típicos bloques de las zonas urbanas, se necesitan de 2 a 2.5 veces más de tierras con el fin de proporcionar la misma cantidad de superficie utilizable de los rascacielos de La Ville Radieuse y sin tener en cuenta la cantidad de espacio libre disponible en la propuesta de los rascacielos.
Aparte de los cambios en la orientación, Le Corbusier también redujo la altura de la construcción de los dos bloques de viviendas de 50m a 30m que representa alrededor del 40% de reducción en la superficie utilizable. Se especula que la intención de esta modificación es mejorar el rendimiento de la luz del día en los bloques de viviendas.

## El legado de La Ville Radieuse
A Le Corbusier le resultaría irónico, por no decir horrible, que la fragmentaria, orgánica, y descontrolada generación de los procesos de desarrollo urbano que siempre aborreció, han llevado a cabo muchos de sus principios de diseño y emulado las imágenes de su arquitectura en las últimas décadas. Nuestra ciudad contemporánea se parece a la suya, con torres de oficinas de vidrio y viviendas en edificios altos bloques, rodeados de campos de hierba con caminos curvilíneos, pero sin el orden y el enfoque urbano que él desearía. Le Corbusier estableció un precedente para la guerra contra la oscuridad, el hacinamiento, la insalubridad y la trama de la ciudad antes de la era industrial, que a su juicio podría ser barrida por la mano dura del plan maestro de la élite, que en vez, proporcionaría nuevas oficinas y residencias con la luz, el aire, y la zona verde para una sociedad ilustrada. Según Robert Fishman, Le Corbusier simplemente "no creía en la planificación fragmentada", y consideró que "el planificador necesita abrir espacios en los cuales él fuera libre de crear su propio orden urbano. Él debe ser dueño de todo el medio ambiente. “Nada puede llevarse a cabo adecuadamente sin una visión en conjunto. "... Sólo entonces puede emerger un fin colectivo, hermoso y eficaz, “digno de la época”.”
Ahora estamos muy familiarizados con la crítica de su Plan Voisin y la Ville Radieuse, que son responsables de innumerables desastres urbanos ejecutados en su espíritu. Jane Jacobs, amargo rechazo de la "cirugía urbana" de Le Corbusier todavía resuena en el diseño de profesión: "Su rascacielos cuidadosamente organizado en el parque", dice, "son una terrible simplificación excesiva de orden urbano. Su rígida separación de las funciones hace una verdadera diversidad imposible; su gran escala inhumana y espacios vacíos acaban con la vitalidad de una atractiva ciudad”. Para la defensa de Le Corbusier, está teniendo la culpa de muchas obras no ejecutadas por arquitectos mucho menos hábiles, con mucho menos capacidad de comprender "la totalidad". En última instancia, sin embargo, sus planes para la ciudad del mañana no son más que diagramas para llevar un mensaje de radical, que han resultado desastrosas en las manos equivocadas. La respuesta de Jacobs a los proyectos inspirados por la visión de Le Corbusier es una inversión de su original polémica: "la gran altura de proyectos de vivienda y de negocios son los que mueren como “islas insalubres” de la ciudad moderna, y los densos y complejos distritos que Le Corbusier quería son las verdaderas fuentes de la salud urbana.
¿Por qué, entonces, estamos todavía trayendo sus proyectos hasta el día de hoy? Tal vez tenía bastantes intuiciones acerca de la forma en la que había de asumir la ciudad cómodamente. Después de todo, él estaba llevando a cabo la próxima corriente predominante, y abarca el cambio tecnológico y social que se requería. Irónicamente, aún estamos cautivados por las ambiciones y las formas que caracterizan a sus planes, que son, naturalmente, de su tiempo, no del nuestro. El mundo ha sido testigo de grandes cambios desde los años 1920, y se ve influida por un conjunto totalmente nuevo de fenómenos tecnológicos y condiciones sociopolíticas. Por lo tanto, sería lógico que nosotros tratáramos de darle sentido a nuestro tiempo, y de proyectar nuevos esquemas (con menos efectos nocivos) en consecuencia.

## Conclusiones
Las conclusiones de este estudio parecen indicar que La Ville Radieuse no es tan radiante como se pensaba. La comparación de la densidad y la luz del sol potencial entre La Ville Radieuse y los bloques urbanos del París actual sugieren que las proposiciones hechas por Le Corbusier acerca de este ambicioso plan urbanístico no pueden ser totalmente ciertas. La propuesta puede ser buena en términos de transporte y la disponibilidad de un gran espacio abierto y verde; sin embargo, el manejo de la luz del día no parece ser mejor que los sistemas tradicionales de iluminación natural. El rendimiento de la luz del día en los rascacielos es particularmente pobre. Los resultados parecen sugerir que la propuesta de rascacielos, en realidad, no es una opción para el diseño eficaz de la región central de París. Por otra parte, tanto la vivienda “espalda-espalda” como la vivienda “celular” parecen tener un buen desempeño con la luz del día, pero se ocupa mucho menos la superficie en la que pueden utilizarse en estos diseños, lo cual podría ser un inconveniente.
El efecto del eje heliotérmico es ambiguo. Aunque Le Corbusier lo consideraba como uno de los principios más importantes en el diseño urbano, su efecto potencial sobre la luz del día no se ha justificado en el estudio, el cual podría ser un poco sesgado si el efecto del eje heliotérmico es puramente evaluado en términos de la iluminación; los resultados pueden ser diferentes si otros factores tales como la pérdida y ganancia de energía térmica se tomaran en consideración. Después de todo, La Ville Radieuse, racional y sistemático plan urbanístico diseñado por Le Corbusier, no parece ser una opción efectiva para el diseño de la densidad actual sobre todo y el rendimiento de la luz del día. Por otra parte, el modelo tradicional, que demuestra potenciales de luz similares, y posiblemente una mayor densidad, podría ser una mejor opción para París.